# Francesc Subarroca
Francesc Subarroca és un artista, professor català. Va estudiar a l'Escola de Belles Arts (La Llotja) de Barcelona, on va obtenir diversos premis. Més tard, va marxar durant alguns anys als Estats Units i Colòmbia, deixant allà mostra del seu treball i creativitat. De nou al seu país d'origen, ha realitzat un prolífer treball, entre el qual cal destacar una sèrie de murals en alguns edificis emblemàtics. Ha estat professor a l'Escola Massana, president del Cercle Artístic de Sant Lluc i en l'actualitat segueix treballant incansablement al seu taller. La major part de la seua obra està exposada en la fundació que duu el seu nom.

## Exposicions rellevants
- L'obsessió creativa. Organitzat per: Consorci Museu d'Art Contemporani de Mataró, 2019.[2][3]